# Eaucourt-sur-Somme
Eaucourt-sur-Somme è un comune francese di 411 abitanti situato nel dipartimento della Somme nella regione dell'Alta Francia.

## Società

### Evoluzione demografica
Abitanti censiti